# Menteş, Milas
Menteş là một xã thuộc huyện Milas, tỉnh Muğla, Thổ Nhĩ Kỳ. Dân số thời điểm năm 2011 là 716 người.